# Rueil-la-Gadelière
Pour les articles homonymes, voir Rueil (homonymie).
Pour la commune des Hauts-de-Seine, voir Rueil-Malmaison.
Rueil-la-Gadelière est une commune française située dans le département d'Eure-et-Loir en région Centre-Val de Loire.

## Géographie

### Situation
Rueil-la-Gadelière est une commune du Thymerais située au nord-ouest de l'Eure-et-Loir et limitrophe de l'Eure, en région Normandie.

### Communes limitrophes
| Verneuil-sur-Avre (commune déléguée de Verneuil d'Avre et d'Iton) (Eure) | Verneuil-sur-Avre (commune déléguée de Verneuil d'Avre et d'Iton) (Eure) | Montigny-sur-Avre             |
| Boissy-lès-Perche                                                        | Rueil-la-Gadelière                                                       | Fessanvilliers-Mattanvilliers |
| Boissy-lès-Perche                                                        | Beauche                                                                  | Beauche                       |

### Hydrographie
La commune est le point de départ de l'aqueduc de l'Avre, un ouvrage de 102 km construit entre 1891 et 1893, qui permet d'acheminer l'eau potable captée des sources de la vallée d'Avre jusqu'au réservoir de Montretout à Saint-Cloud (Hauts-de-Seine). Un champ captant est situé près du hameau de La Vigne.
La construction de cet aqueduc, destiné à contribuer à résoudre les problèmes d’alimentation en eau potable de la ville de Paris, a été dirigée par l'ingénieur en chef Fulgence Bienvenüe, père du métro parisien.

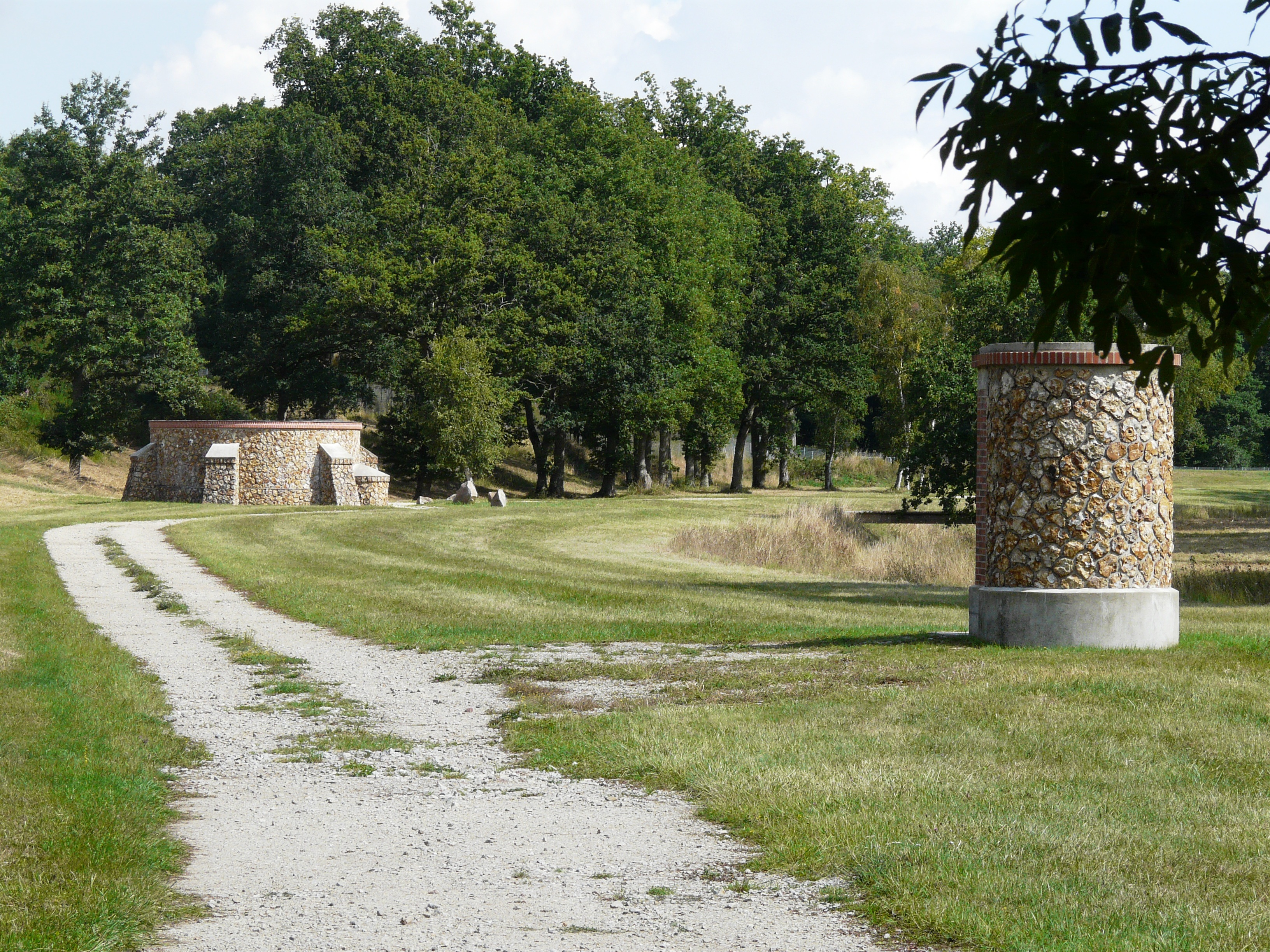
Le champ captant des sources de la Vigne.
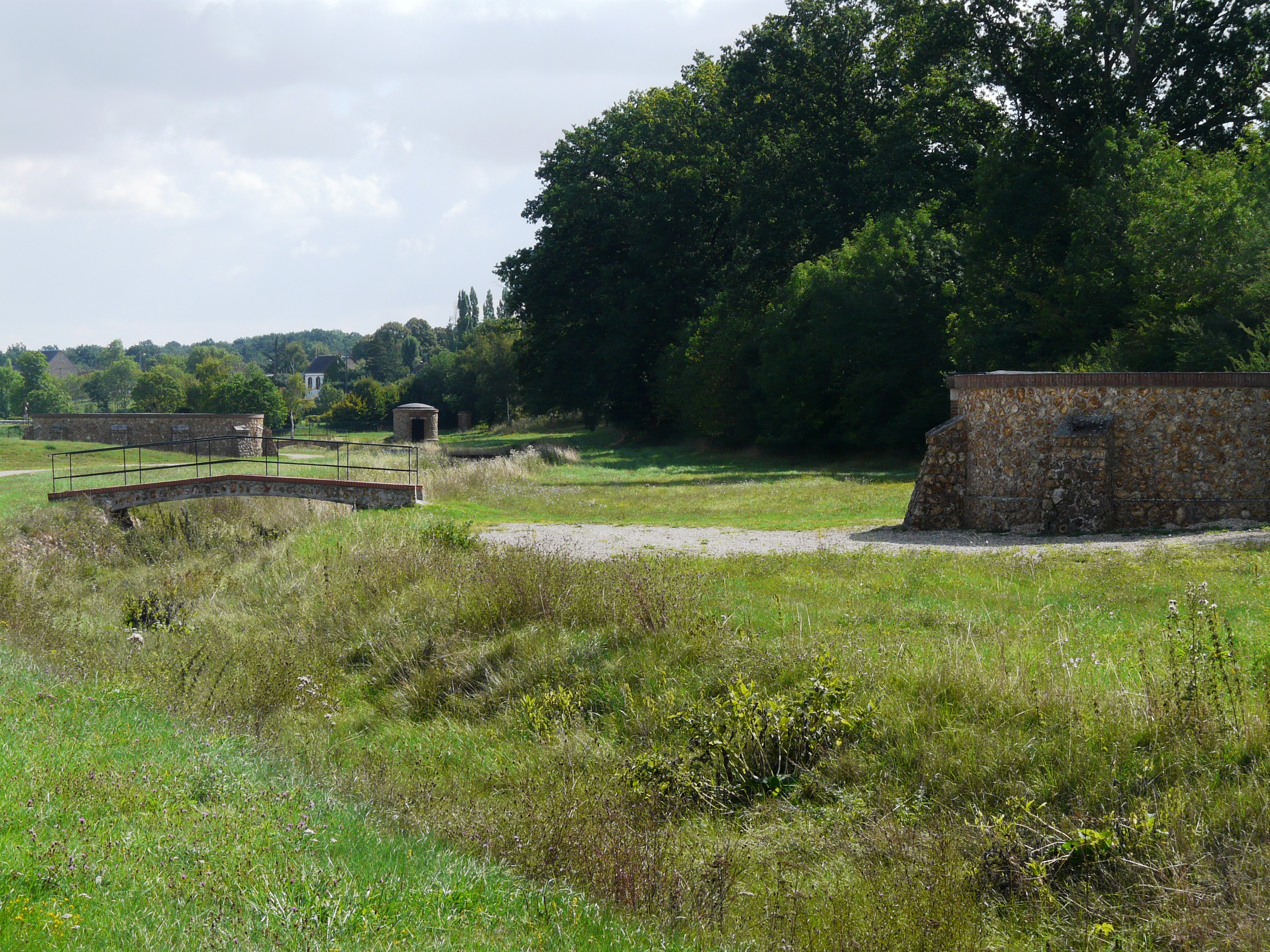
Autre vue sur le champ captant.
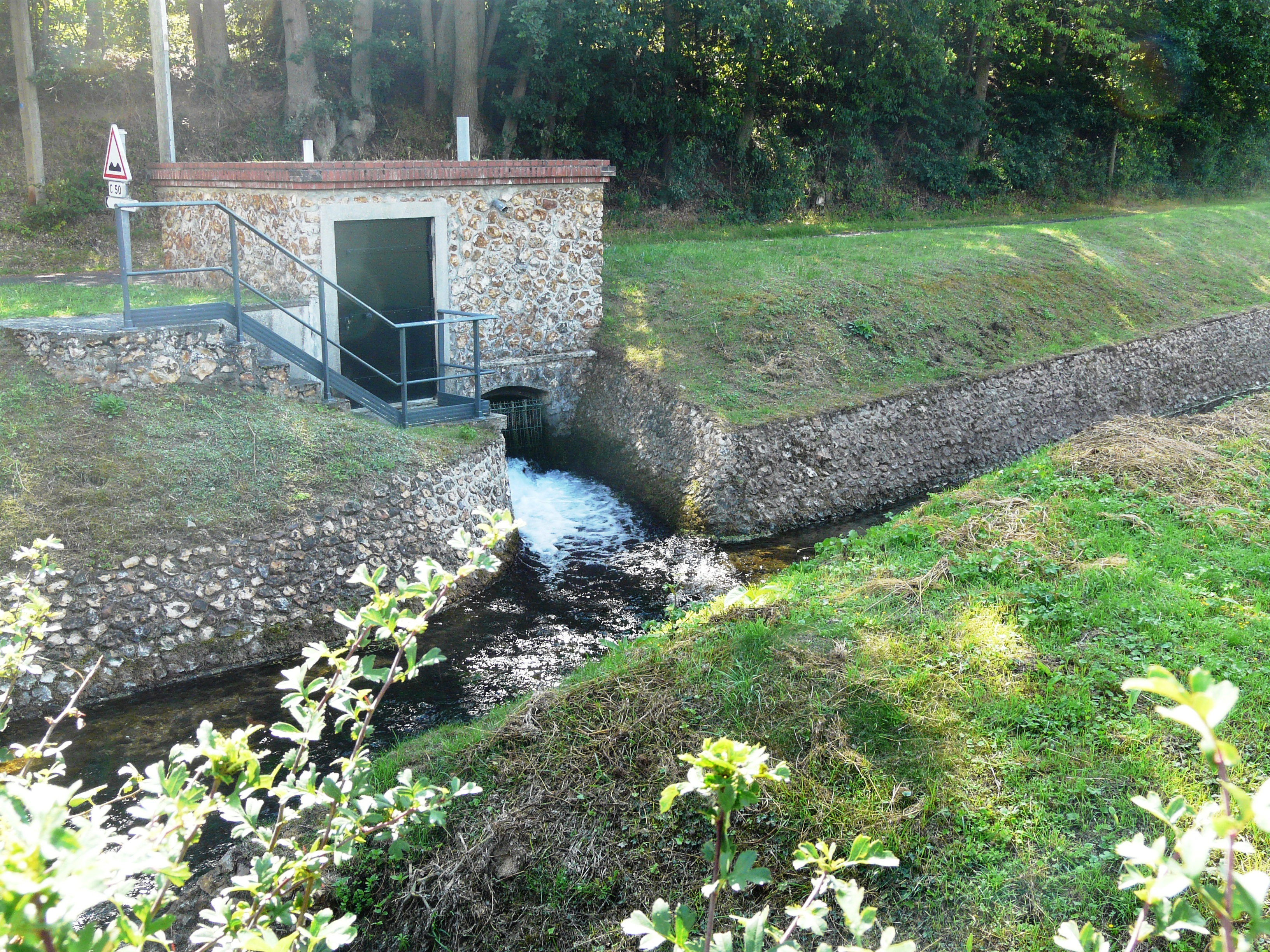
Trop-plein de l'aqueduc de l'Avre.

### Climat
Le climat qui caractérise la commune est qualifié, en 2010, de « climat océanique dégradé des plaines du Centre et du Nord », selon la typologie des climats de la France qui compte alors huit grands types de climats en métropole. En 2020, la commune ressort du type « climat océanique altéré » dans la classification établie par Météo-France, qui ne compte désormais, en première approche, que cinq grands types de climats en métropole. Il s’agit d’une zone de transition entre le climat océanique, le climat de montagne et le climat semi-continental. Les écarts de température entre hiver et été augmentent avec l'éloignement de la mer. La pluviométrie est plus faible qu'en bord de mer, sauf aux abords des reliefs.
Les paramètres climatiques qui ont permis d’établir la typologie de 2010 comportent six variables pour les températures et huit pour les précipitations, dont les valeurs correspondent aux données mensuelles sur la normale 1971-2000. Les sept principales variables caractérisant la commune sont présentées dans l'encadré ci-après.
| Paramètres climatiques communaux sur la période 1971-2000 - Moyenne annuelle de température : 10,3 °C - Nombre de jours avec une température inférieure à −5 °C : 3,4 j - Nombre de jours avec une température supérieure à 30 °C : 3,9 j - Amplitude thermique annuelle : 14,3 °C - Cumuls annuels de précipitation : 664 mm - Nombre de jours de précipitation en janvier : 10,9 j - Nombre de jours de précipitation en juillet : 8 j |

Avec le changement climatique, ces variables ont évolué. Une étude réalisée en 2014 par la Direction générale de l'Énergie et du Climat complétée par des études régionales prévoit en effet que la  température moyenne devrait croître et la pluviométrie moyenne baisser, avec toutefois de fortes variations régionales. La station météorologique de Météo-France installée sur la commune et mise en service en 1948 permet de connaître l'évolution des indicateurs météorologiques. Le tableau détaillé pour la période 1981-2010 est présenté ci-après.
| Mois                                  | jan.             | fév.         | mars           | avril         | mai           | juin            | jui.           | août           | sep.            | oct.            | nov.           | déc.           | année      |
| ------------------------------------- | ---------------- | ------------ | -------------- | ------------- | ------------- | --------------- | -------------- | -------------- | --------------- | --------------- | -------------- | -------------- | ---------- |
| Température minimale moyenne (°C)     | 0,4              | −0,2         | 1,6            | 2,6           | 6,2           | 9               | 11             | 10,9           | 8,3             | 6,4             | 2,9            | 0,8            | 5          |
| Température moyenne (°C)              | 3,8              | 4,1          | 6,9            | 9             | 12,7          | 15,8            | 18             | 18             | 14,9            | 11,3            | 6,8            | 4,1            | 10,5       |
| Température maximale moyenne (°C)     | 7,1              | 8,3          | 12,2           | 15,5          | 19,2          | 22,5            | 25             | 25             | 21,4            | 16,3            | 10,7           | 7,3            | 15,9       |
| Record de froid (°C) date du record   | −20,5 07.01.1979 | −20 07.02.12 | −15,5 13.03.13 | −8 06.04.21   | −4 04.05.16   | −2,5 05.06.1991 | 1,9 02.07.1979 | 0,7 28.08.1974 | −2,1 20.09.1977 | −8,6 30.10.1997 | −11 24.11.1998 | −16 29.12.1964 | −20,5 1979 |
| Record de chaleur (°C) date du record | 18 27.01.03      | 22 27.02.19  | 25,5 31.03.21  | 35 18.04.1949 | 36 11.05.1959 | 37 29.06.19     | 41 25.07.19    | 39,5 10.08.03  | 35 15.09.20     | 29,5 01.10.11   | 22,5 01.11.15  | 20 17.12.1951  | 41 2019    |
| Précipitations (mm)                   | 62,9             | 47,7         | 49,9           | 49            | 62,9          | 50,2            | 56,9           | 42,1           | 53,8            | 64,3            | 57,6           | 66,6           | 663,9      |

## Urbanisme

### Typologie
Au 1er janvier 2024, Rueil-la-Gadelière est catégorisée commune rurale à habitat dispersé, selon la nouvelle grille communale de densité à 7 niveaux définie par l'Insee en 2022.
Elle est située hors unité urbaine. Par ailleurs la commune fait partie de l'aire d'attraction de Verneuil d'Avre et d'Iton, dont elle est une commune de la couronne,. Cette aire, qui regroupe 24 communes, est catégorisée dans les aires de moins de 50 000 habitants,.

### Occupation des sols

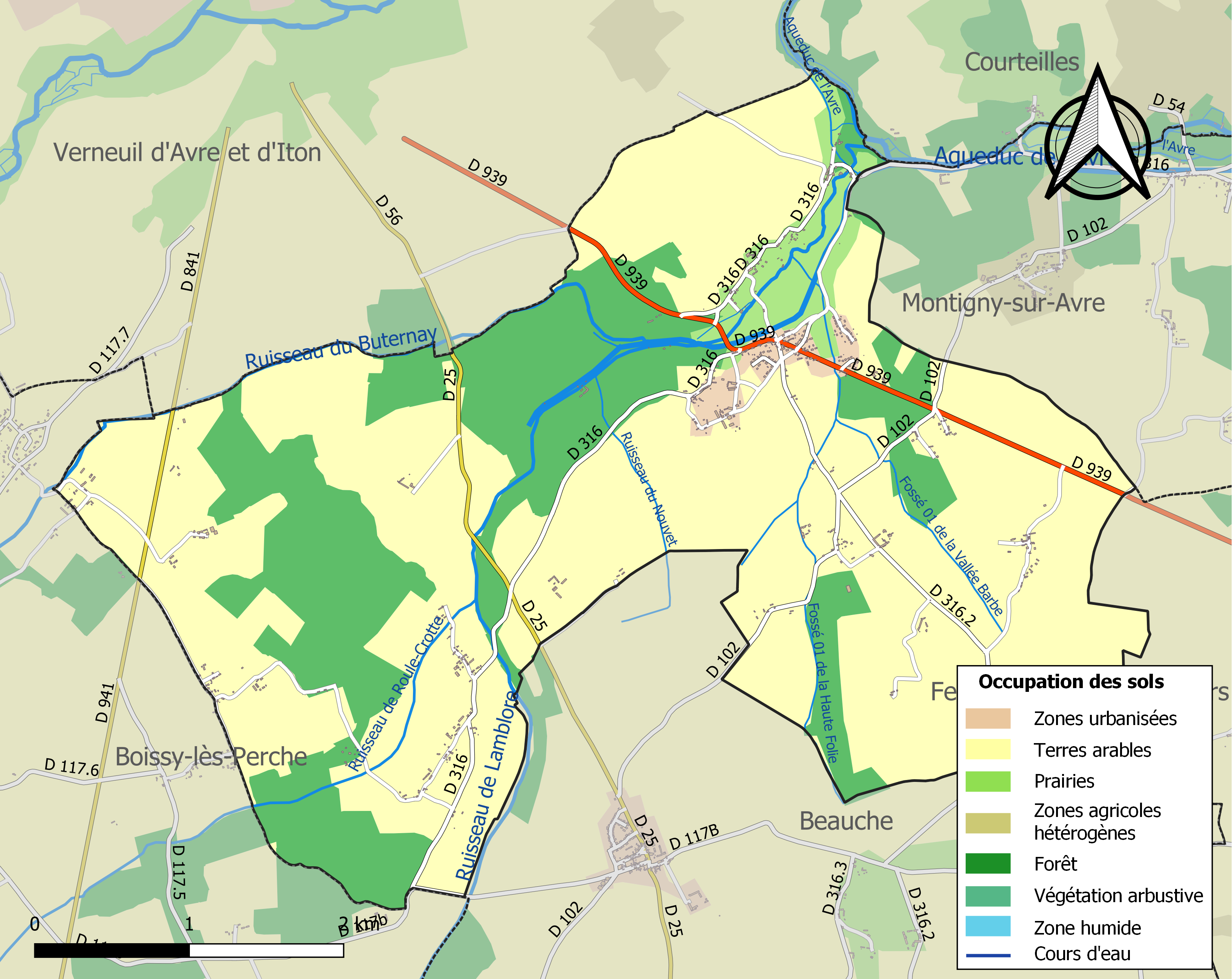
Carte des infrastructures et de l'occupation des sols de la commune en 2018 (CLC).

L'occupation des sols de la commune, telle qu'elle ressort de la base de données européenne d’occupation biophysique des sols Corine Land Cover (CLC), est marquée par l'importance des territoires agricoles (73,2 % en 2018), une proportion identique à celle de 1990 (73,2 %). La répartition détaillée en 2018 est la suivante : 
terres arables (69,5 %), forêts (25,3 %), prairies (3,7 %), zones urbanisées (1,5 %). L'évolution de l’occupation des sols de la commune et de ses infrastructures peut être observée sur les différentes représentations cartographiques du territoire : la carte de Cassini (XVIIIe siècle), la carte d'état-major (1820-1866) et les cartes ou photos aériennes de l'IGN pour la période actuelle (1950 à aujourd'hui).

### Habitat et logement
En 2020, le nombre total de logements dans la commune était de 262, alors qu'il était de 275 en 2015 et de 240 en 2010.
Parmi ces logements, 77,2 % étaient des résidences principales, 14,2 % des résidences secondaires et 8,6 % des logements vacants. Ces logements étaient pour 98,5 % d'entre eux des maisons individuelles et pour 1,5 % des appartements.
Le tableau ci-dessous présente la typologie des logements à Rueil-la-Gadelière en 2020 en comparaison avec celle d'Eure-et-Loir et de la France entière. Une caractéristique marquante du parc de logements est ainsi une proportion de résidences secondaires et logements occasionnels (14,2 %) supérieure à celle du département (5,8 %) et à celle de la France entière (9,7 %). Concernant le statut d'occupation de ces logements, 81,6 % des habitants de la commune sont propriétaires de leur logement (79,6 % en 2015), contre 66,2 % pour d'Eure-et-Loir et 57,5 pour la France entière.
| Typologie                                               | Rueil-la-Gadelière | Eure-et-Loir | France entière |
| ------------------------------------------------------- | ------------------ | ------------ | -------------- |
| Résidences principales (en %)                           | 77,2               | 85,3         | 82,1           |
| Résidences secondaires et logements occasionnels (en %) | 14,2               | 5,8          | 9,7            |
| Logements vacants (en %)                                | 8,6                | 8,9          | 8,2            |

### Voies de communication et transports
La commune est traversée du nord-ouest au sud-est par l'ancienne  route nationale 839 (actuelle RD 939), qui relie Verneuil-sur-Avre (Eure) à Angerville (Essonne), via Châteauneuf-en-Thymerais et Chartres.

### Risques naturels et technologiques
Le territoire de la commune de Rueil-la-Gadelière est vulnérable à différents aléas naturels : météorologiques (tempête, orage, neige, grand froid, canicule ou sécheresse), inondations, mouvements de terrains et séisme (sismicité très faible). Il est également exposé à un risque technologique, le transport de matières dangereuses. Un site publié par le BRGM permet d'évaluer simplement et rapidement les risques d'un bien localisé soit par son adresse soit par le numéro de sa parcelle.

#### Risques naturels
Certaines parties du territoire communal sont susceptibles d’être affectées par le risque d’inondation par débordement de cours d'eau, notamment le ruisseau de Lamblore, l'Avre, le Buternay et l'Aqueduc de l'Avre. La commune a été reconnue en état de catastrophe naturelle au titre des dommages causés par les inondations et coulées de boue survenues en 1995 et 1999,.

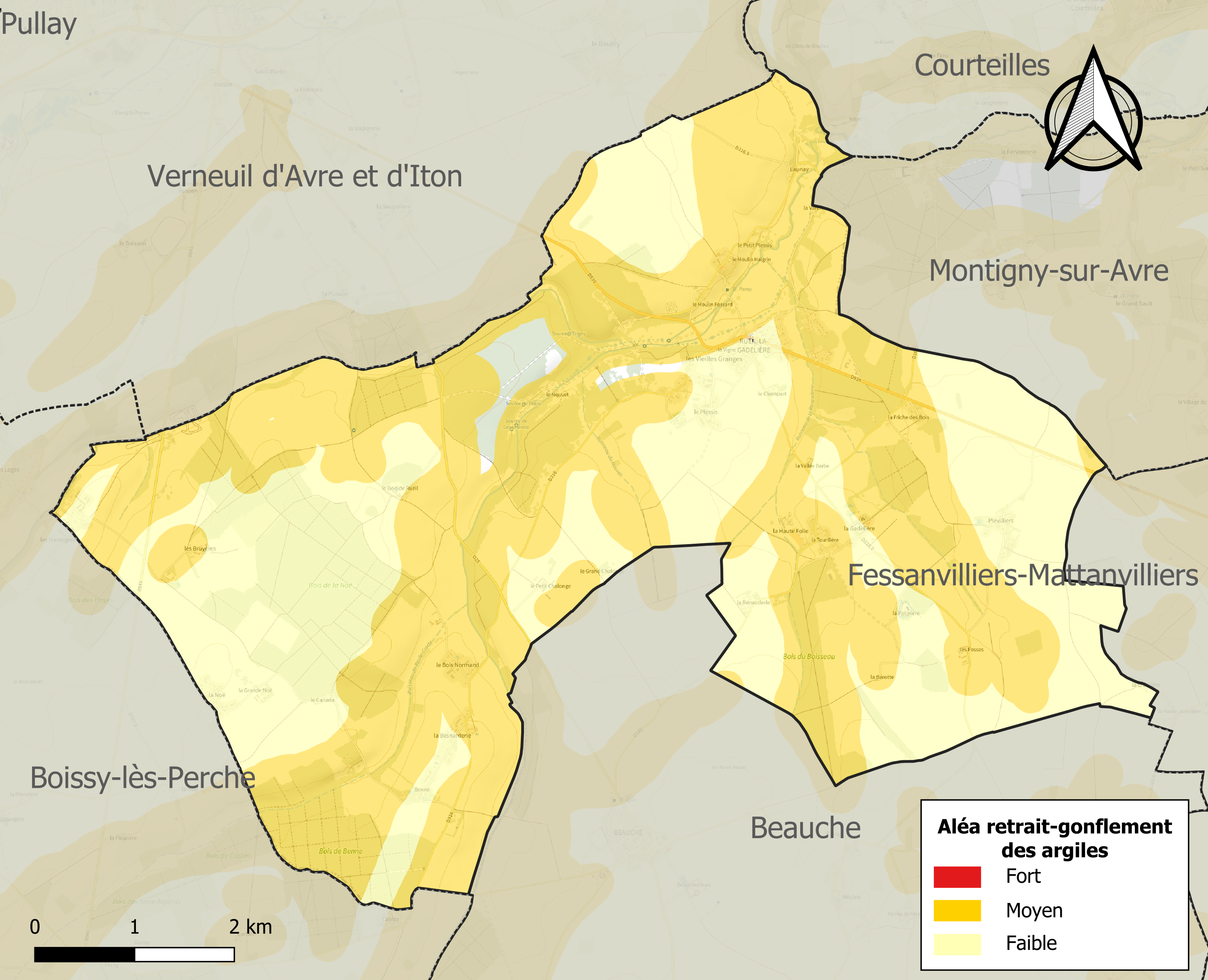
Carte des zones d'aléa retrait-gonflement des sols argileux de Rueil-la-Gadelière.

Les mouvements de terrains susceptibles de se produire sur la commune sont des affaissements et effondrements liés aux cavités souterraines. L'inventaire national des cavités souterraines permet de localiser celles situées sur la commune.
Le retrait-gonflement des sols argileux est susceptible d'engendrer des dommages importants aux bâtiments en cas d’alternance de périodes de sécheresse et de pluie. 60,6 % de la superficie communale est en aléa moyen ou fort (52,8 % au niveau départemental et 48,5 % au niveau national). Sur les 257 bâtiments dénombrés sur la commune en 2019, 145 sont en aléa moyen ou fort, soit 56 %, à comparer aux 70 % au niveau départemental et 54 % au niveau national. Une cartographie de l'exposition du territoire national au retrait gonflement des sols argileux est disponible sur le site du BRGM,.
Concernant les mouvements de terrains, la commune a été reconnue en état de catastrophe naturelle au titre des dommages causés par des mouvements de terrain en 1999.

#### Risques technologiques
Le risque de transport de matières dangereuses sur la commune est lié à sa traversée par des infrastructures routières ou ferroviaires importantes ou la présence d'une canalisation de transport d'hydrocarbures. Un accident se produisant sur de telles infrastructures est en effet susceptible d’avoir des effets graves au bâti ou aux personnes jusqu’à 350 m, selon la nature du matériau transporté. Des dispositions d’urbanisme peuvent être préconisées en conséquence.

## Toponymie
Les communes de Rueil et de La Gadelière ont été réunies en 1858 pour former la commune actuelle.
Rueil est attesté sous les formes Roedolium en 704, Vicus Rescoliensis et Ruillum vers 1030.

Le nom de Rueil est issu du romain rotoialo qui signifie « passage ». Le village devait peut-être ce nom à un gué ou à un pont franchissant la rivière dite de « La Vigne » dans une zone marécageuse.
La Gadelière est attesté sous les formes Gardelaria vers 1250 (pouillé), Gadelaria en 1469 (registre des contrats du chapitre de Chartres).

Le nom de la Gadelière serait issu de celui d'un chevalier nommé Gadel qui fit bâtir une forteresse et donna le nom de « La Gadelière » à son domaine. Une communauté se rassembla autour du château, donnant par la suite naissance à la commune de La Gadelière.

Autre hypothèse, gadeliere ou gadellaria domus de vadum, qui signifie « Gué », le V remplaçant souvent le G et désignerait la « maison du gué », endroit où l'on peut passer une rivière sans perdre pied.

## Histoire

### Les Templiers et les Hospitaliers
Le hameau de Launay est une ancienne commanderie de la maison du Temple qui faisait partie de la baillie templière de Chartres, devenue commanderie de l'ordre de Saint-Jean de Jérusalem puis rattachée ensuite à la commanderie de Villedieu-en-Dreugesin,.

### Époque contemporaine
En 1858, la  commune, instituées par la Révolution française, de Rueil absorbe celle de La Gadelière, et prend son nom actuel de Rueil-la-Gadelière.
Durant la Seconde Guerre Mondiale, Blanche Coudray, nourrice à Rueil-la-Gadelière, sa belle-sœur Léontine Baillon et son mari Paul acceptent, au péril de leur vie, d'héberger des enfants de la famille Trevgoda persécutés parce que juifs. Ils ont été reconnus Juste parmi les nations en 2012,

## Politique et administration

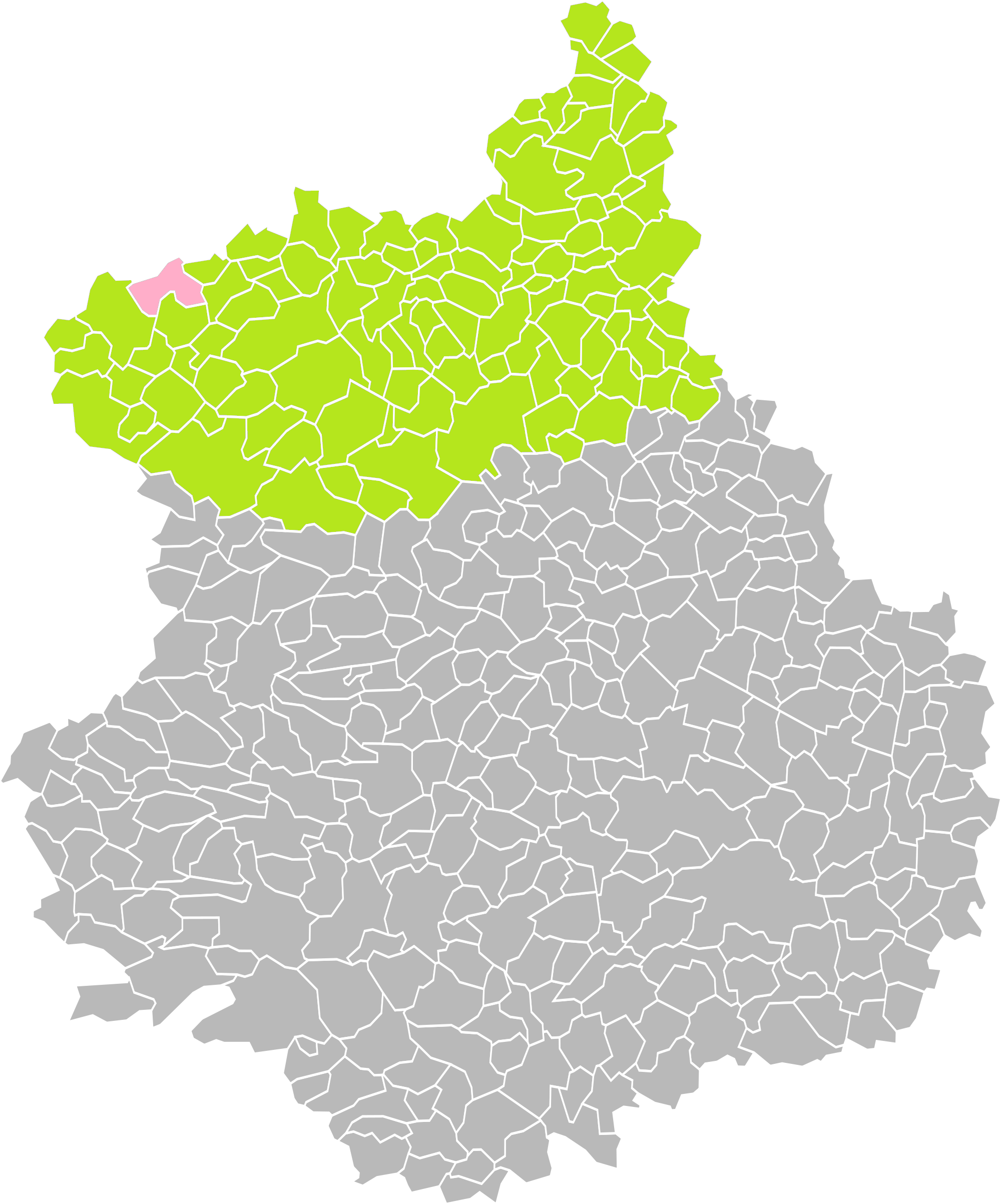
La commune dans son arrondissement.

### Rattachements administratifs et électoraux

#### Rattachements administratifs
La commune se trouve  dans l'arrondissement de Dreux du département d'Eure-et-Loir.
Elle faisait partie depuis 1793 du canton de Brezolles. Dans le cadre du redécoupage cantonal de 2014 en France, cette circonscription administrative territoriale a disparu, et le canton n'est plus qu'une circonscription électorale.

#### Rattachements électoraux
Pour les élections départementales, la commune fait partie depuis 2014 du canton de Saint-Lubin-des-Joncherets
Pour l'élection des députés, elle fait partie de la deuxième circonscription d'Eure-et-Loir.

### Intercommunalité
Rueil-la-Gadelière était membre depuis 2004 de la communauté de communes du pays de Verneuil-sur-Avre, un établissement public de coopération intercommunale (EPCI) à fiscalité propre créé fin 1997 et auquel la commune avait transféré un certain nombre de ses compétences, dans les conditions déterminées par le code général des collectivités territoriales.
Dans le cadre des dispositions de la loi portant nouvelle organisation territoriale de la République du 7 août 2015, qui prévoit que les établissements publics de coopération intercommunale (EPCI) à fiscalité propre doivent avoir un minimum de 15 000 habitants, cette intercommunalité a fusionné avec ses voisines pour former, le 1er janvier 2017, la communauté de communes Interco Normandie Sud Eure. Toutefois, le 1er janvier 2018, Rueil-la-Gadelière, Louye, La Madeleine-de-Nonancourt, et Saint-Georges-Motel quittent cette intercommunalité pour rejoindre la communauté d'agglomération du Pays de Dreux

### Liste des maires
| Période                                  | Période                       | Identité            | Étiquette | Qualité |
| ---------------------------------------- | ----------------------------- | ------------------- | --------- | --- |
| Les données manquantes sont à compléter. |                               |                     |           | |
|                                          |                               |                     |           | |
| 1953                                     | 1977                          | Yves Bohec          | SE        | |
| 1977                                     | 2008                          | Guy Naveau,         | UMP       | Ancien agriculteur au hameau du Plessis, syndicaliste FDSEA puis conciliateur de justice Administrateur de la coopérative agricole de Garnay Député suppléant de Gérard Hamel (1993 → 2002 ) |
| 2008                                     | 2014                          | Arlette Bintein     | SE        | |
| 2014                                     | avril 2023                    | Françoise Poulet    |           | Ancienne cadre Démissionnaire |
| avril 2023                               | En cours (au 26 janvier 2024) | Jean Louis Godefroy |           | Ingénieur ou cadre technique d'entreprise Réélu après des élections pârtielles en octobre 2023,                                                                                              |

## Équipements et services publics

### Enseignement
Les enfants de la commune sont scolarisés dans l'une des dernières écoles rurales du département, qui compte en 2021 deux classes et trois enseignantes, et est dotée d'une cantine.

## Population et société

### Démographie
L'évolution du nombre d'habitants est connue à travers les recensements de la population effectués dans la commune depuis 1793. Pour les communes de moins de 10 000 habitants, une enquête de recensement portant sur toute la population est réalisée tous les cinq ans, les populations de référence des années intermédiaires étant quant à elles estimées par interpolation ou extrapolation. Pour la commune, le premier recensement exhaustif entrant dans le cadre du nouveau dispositif a été réalisé en 2006.

En 2022, la commune comptait 469 habitants, en évolution de −8,04 % par rapport à 2016 (Eure-et-Loir : −0,23 %, France hors Mayotte : +2,11 %).
| 1793 | 1800 | 1806 | 1821 | 1831 | 1836 | 1841 | 1846 | 1851 |
| ---- | ---- | ---- | ---- | ---- | ---- | ---- | ---- | ---- |
| 284  | 311  | 309  | 325  | 318  | 353  | 378  | 374  | 376  |

| 1856 | 1861 | 1866 | 1872 | 1876 | 1881 | 1886 | 1891 | 1896 |
| ---- | ---- | ---- | ---- | ---- | ---- | ---- | ---- | ---- |
| 388  | 558  | 584  | 525  | 507  | 451  | 443  | 427  | 411  |

| 1901 | 1906 | 1911 | 1921 | 1926 | 1931 | 1936 | 1946 | 1954 |
| ---- | ---- | ---- | ---- | ---- | ---- | ---- | ---- | ---- |
| 388  | 398  | 372  | 344  | 375  | 384  | 365  | 384  | 396  |

| 1962 | 1968 | 1975 | 1982 | 1990 | 1999 | 2006 | 2011 | 2016 |
| ---- | ---- | ---- | ---- | ---- | ---- | ---- | ---- | ---- |
| 376  | 311  | 305  | 406  | 455  | 476  | 453  | 516  | 510  |

| 2021 | 2022 | - | - | - | - | - | - | - |
| ---- | ---- | - | - | - | - | - | - | - |
| 479  | 469  | - | - | - | - | - | - | - |

## Culture locale et patrimoine

### Lieux et monuments
- Le Château de la Gadelière,  Inscrit MH (1992, 2016)[1],[42].
Dans le parc du château, 10 arbres tricentenaires sont plantés entre 1730 et 1760 par la famille Dufour, des receveurs de la taille ; les tilleuls qui entourent le potager datent de 1860, ainsi que les deux allées de marronniers[43].

Le château de la Gadelière
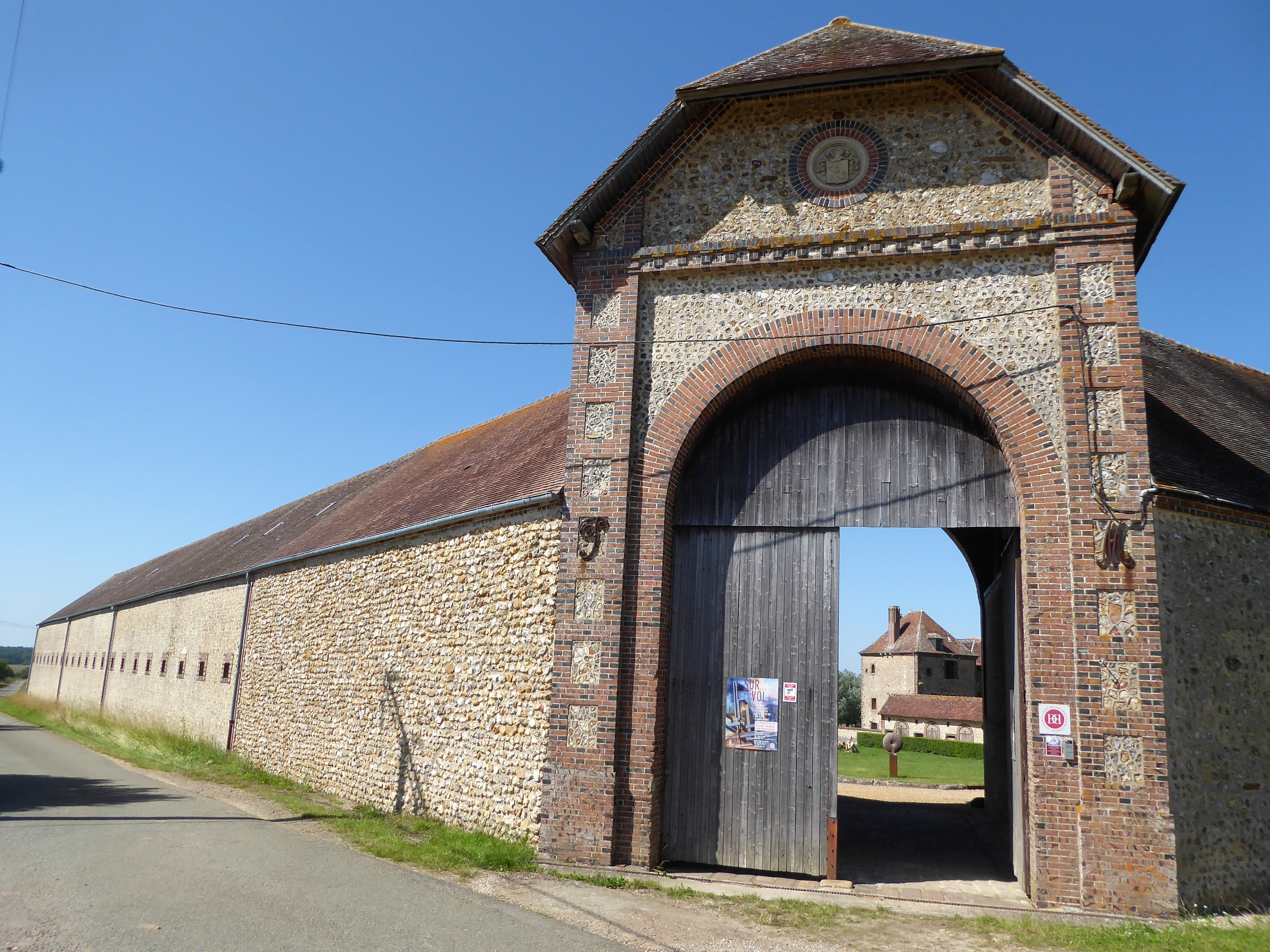
Entrée.
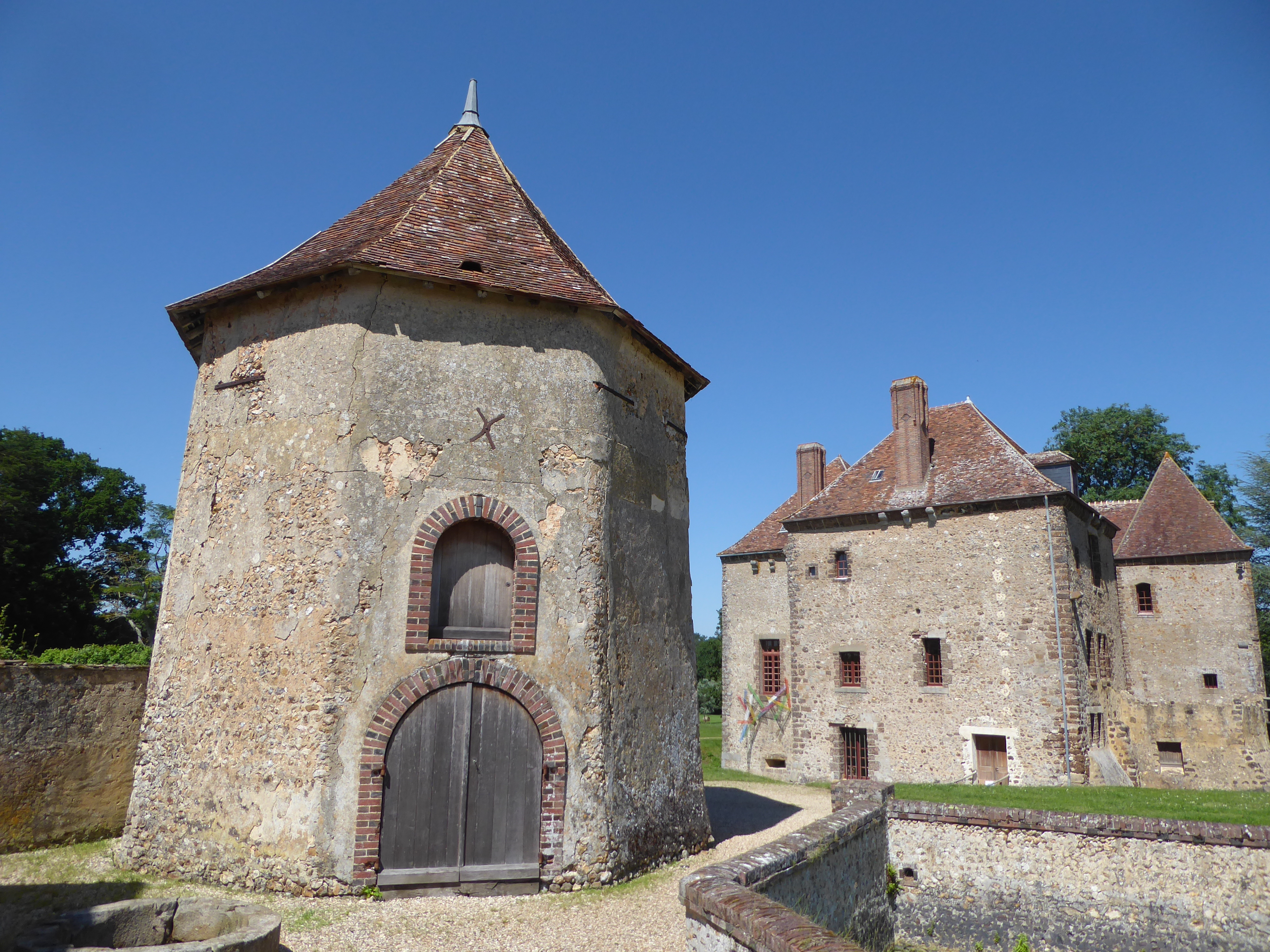
Colombier octogonal du XVIIe siècle et place-forte.
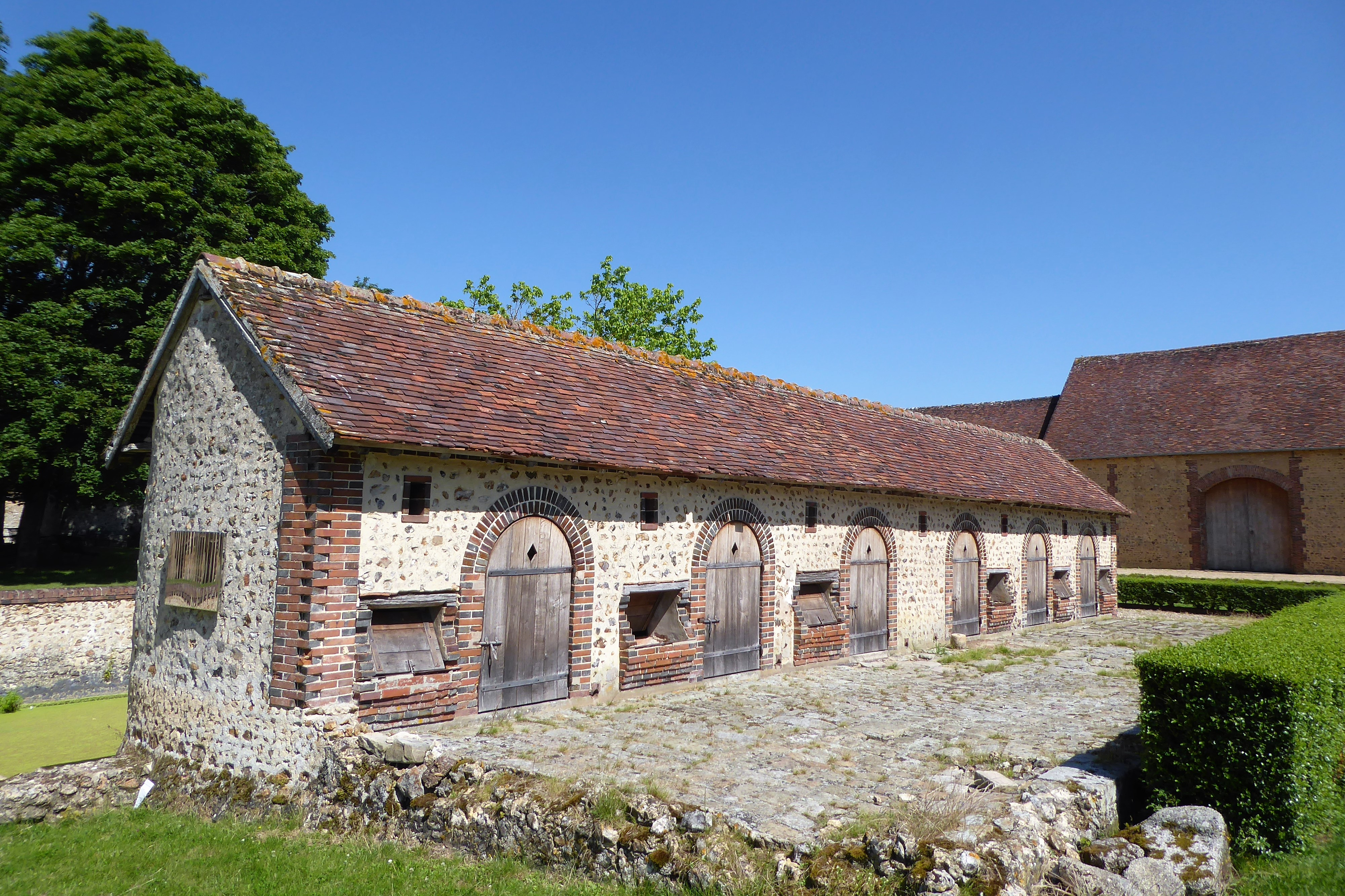
La porcherie de la ferme.
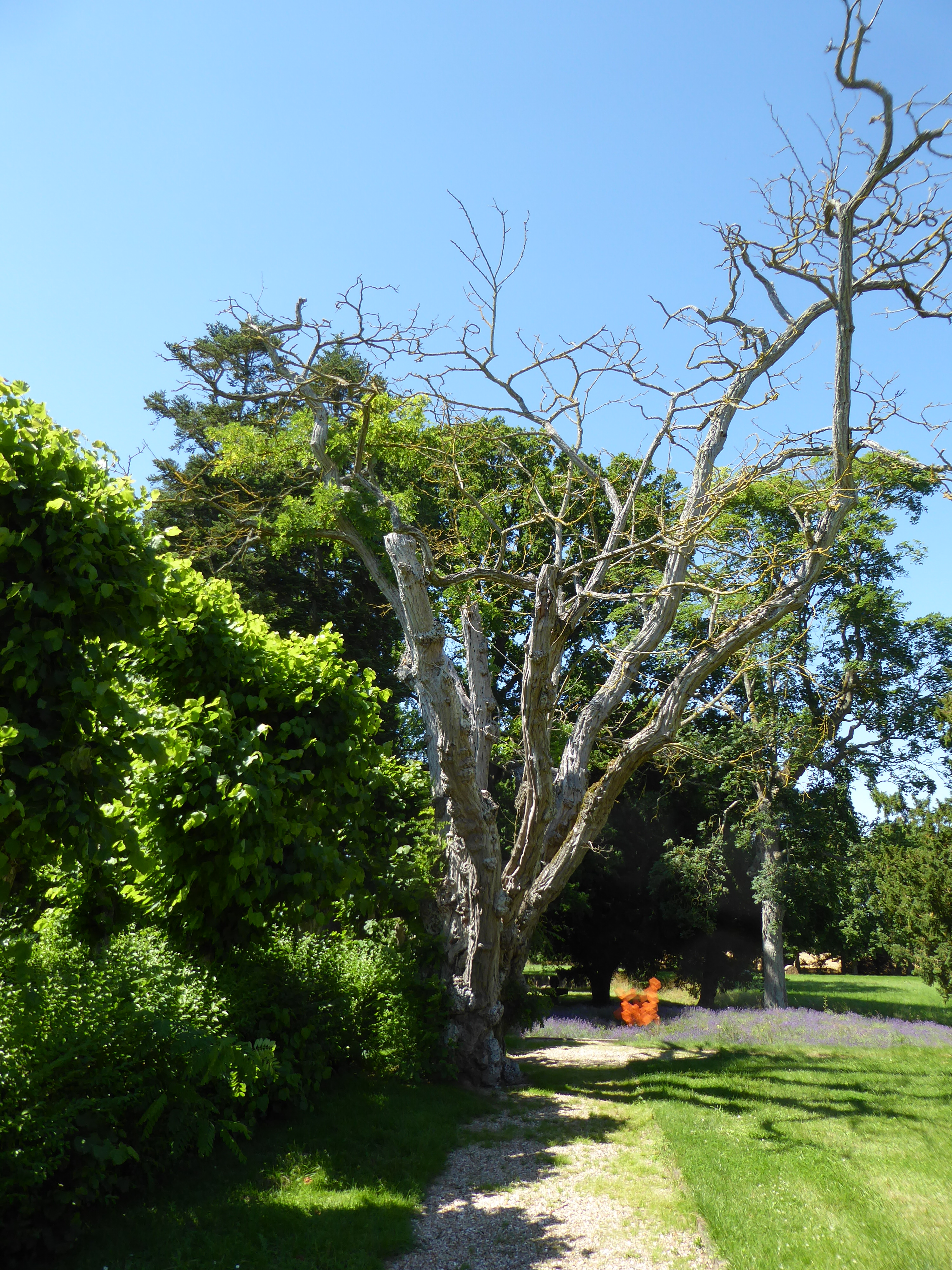
Vieil acacia dans le parc.

- L'église Saint-Denis de Rueil (XIe, XVIe et XIXe siècles)

L'église Saint-Denis de Rueil
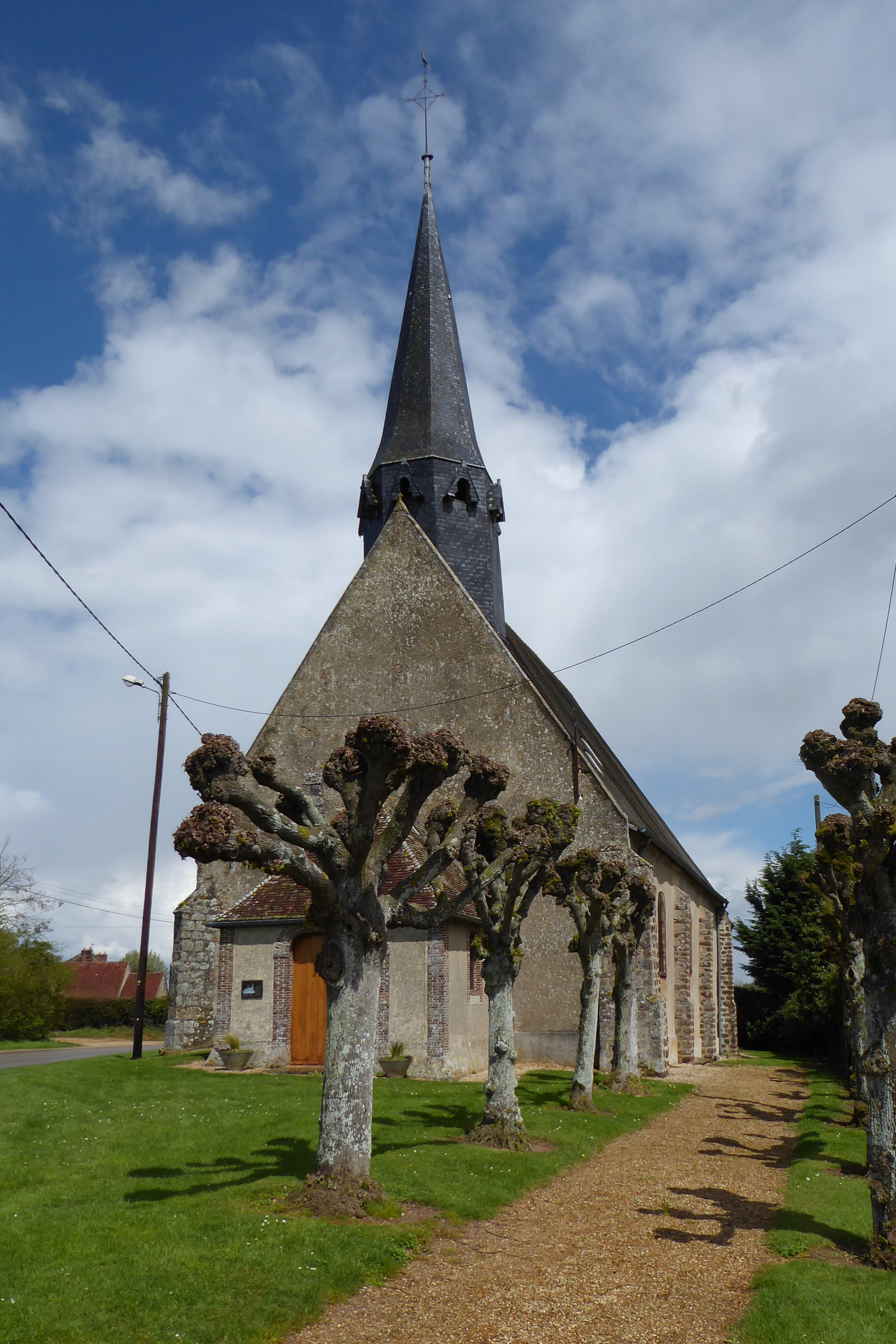
L'église Saint-Denis.
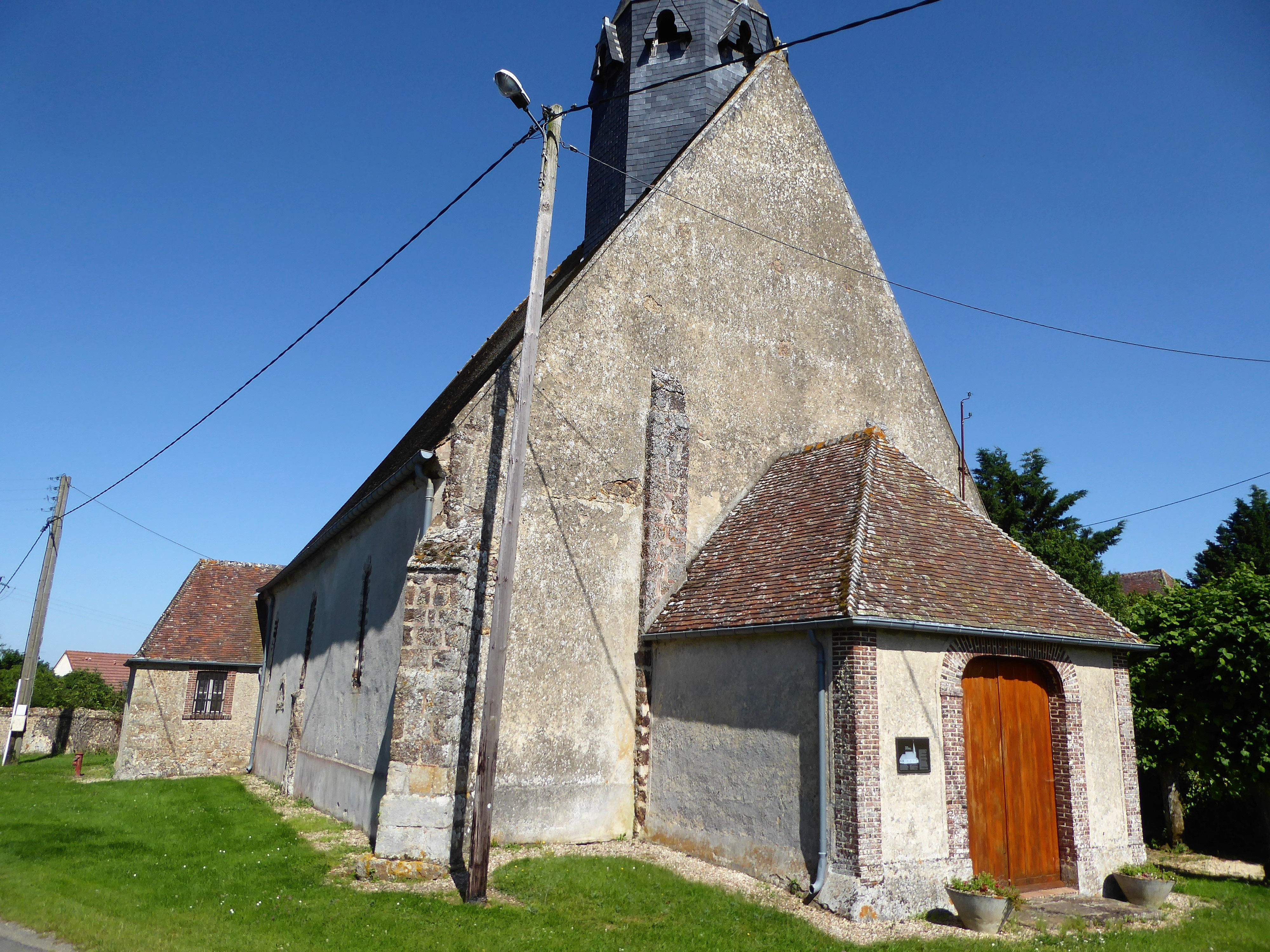
Façade ouest et mur nord.
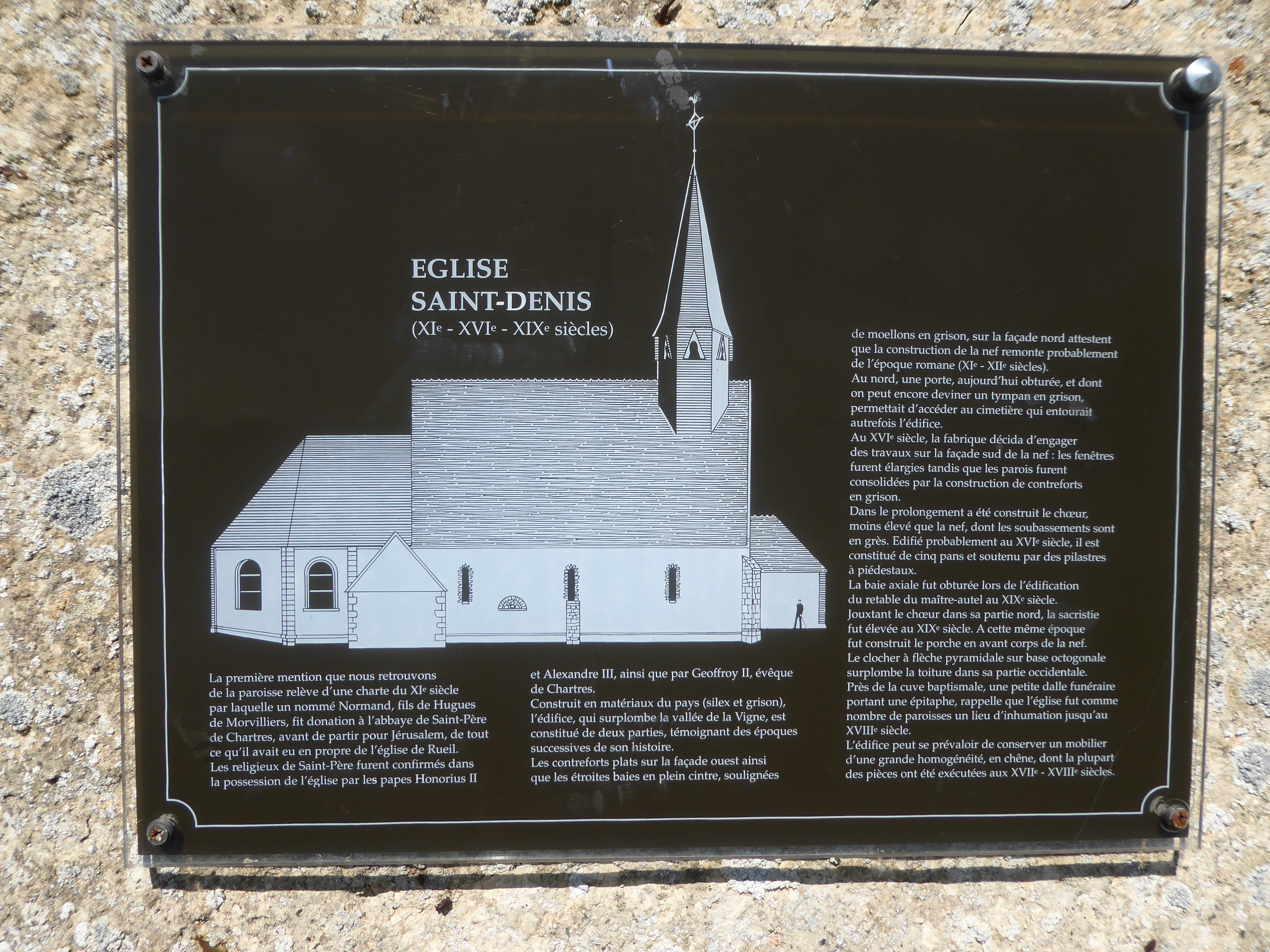
Panneau d'information.
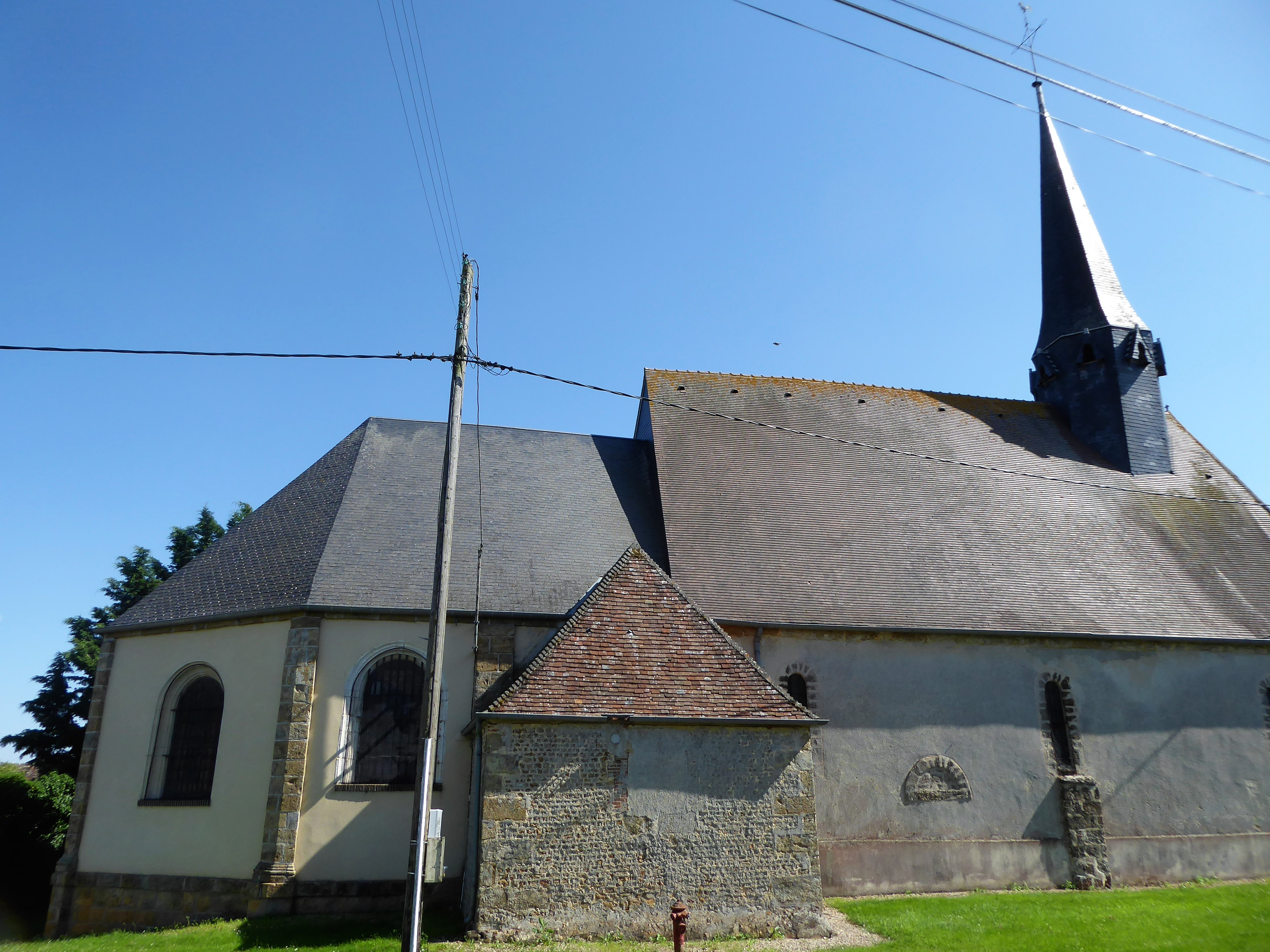
Chevet et mur nord.

- L'église Saint-Martin de la Gadelière, ancienne église paroissiale incluse dans le domaine du château  de la Gadelière[42]

L'église Saint-Martin de la Gadelière
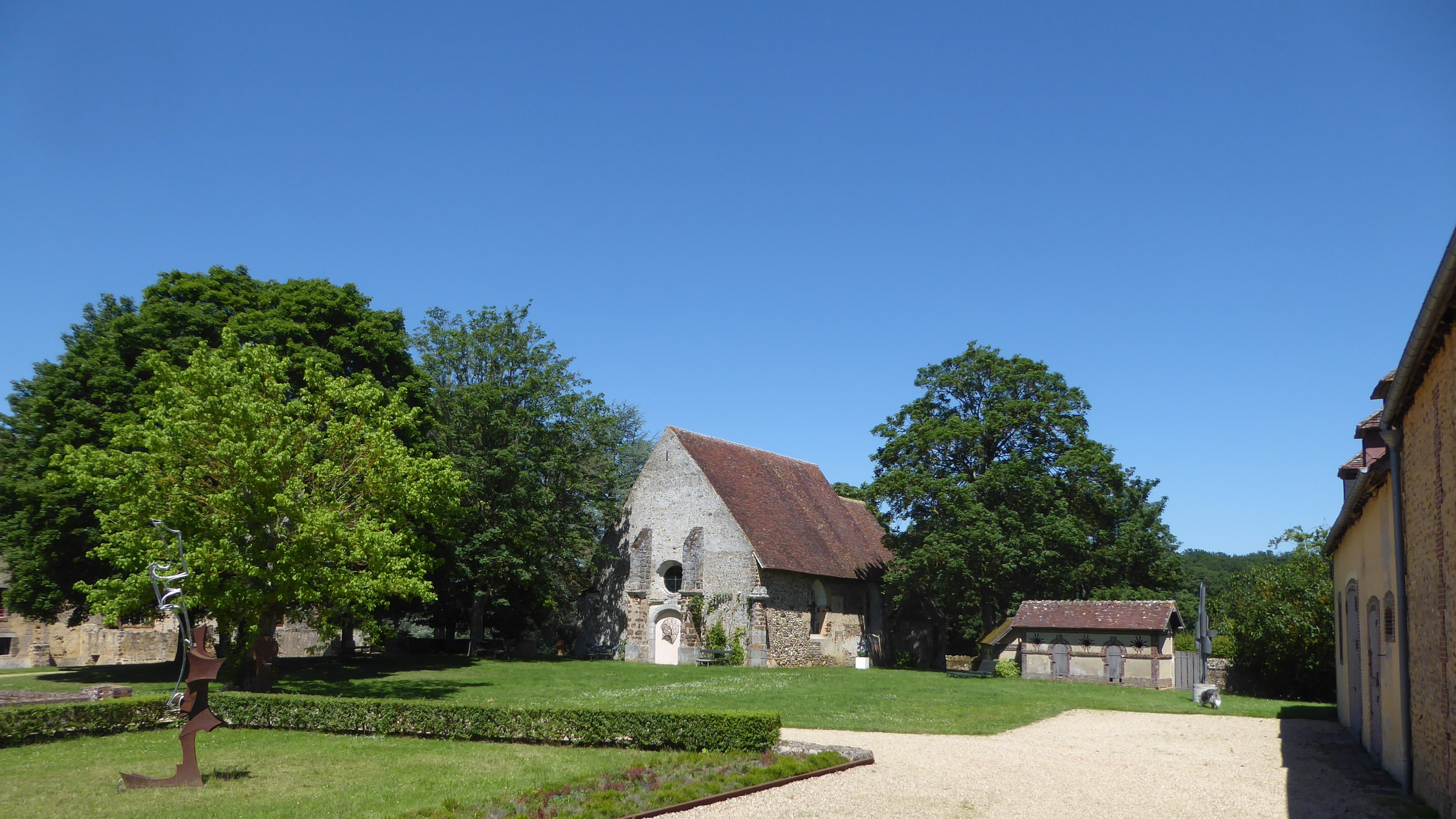
L'église Saint-Martin de la Gadelière.

- Le hameau de Launay[Note 8], une ancienne commanderie.
- Un écomusée de la pomme à cidre est créé en 2021 avec le soutien de la commune. Cet écomusée rappelle que Rueil disposait d'une des plus grandes pommeraies de la région, environ 70 hectares, exploitée jusque dans les années 1960, époque où elle a fait place progressivement à des essences forestières afin de protéger les champs captants de la ville de Paris[44],[45].

- La « Maison Vlamink », dans le hameau de la Tourillière, où s'installe le peintre en 1925 jusqu'à sa mort en 1958. Divers évènements y sont proposés, organisés autour de visites guidées de la maison et des jardins l'entourant[46].

### Personnalités liées à la commune

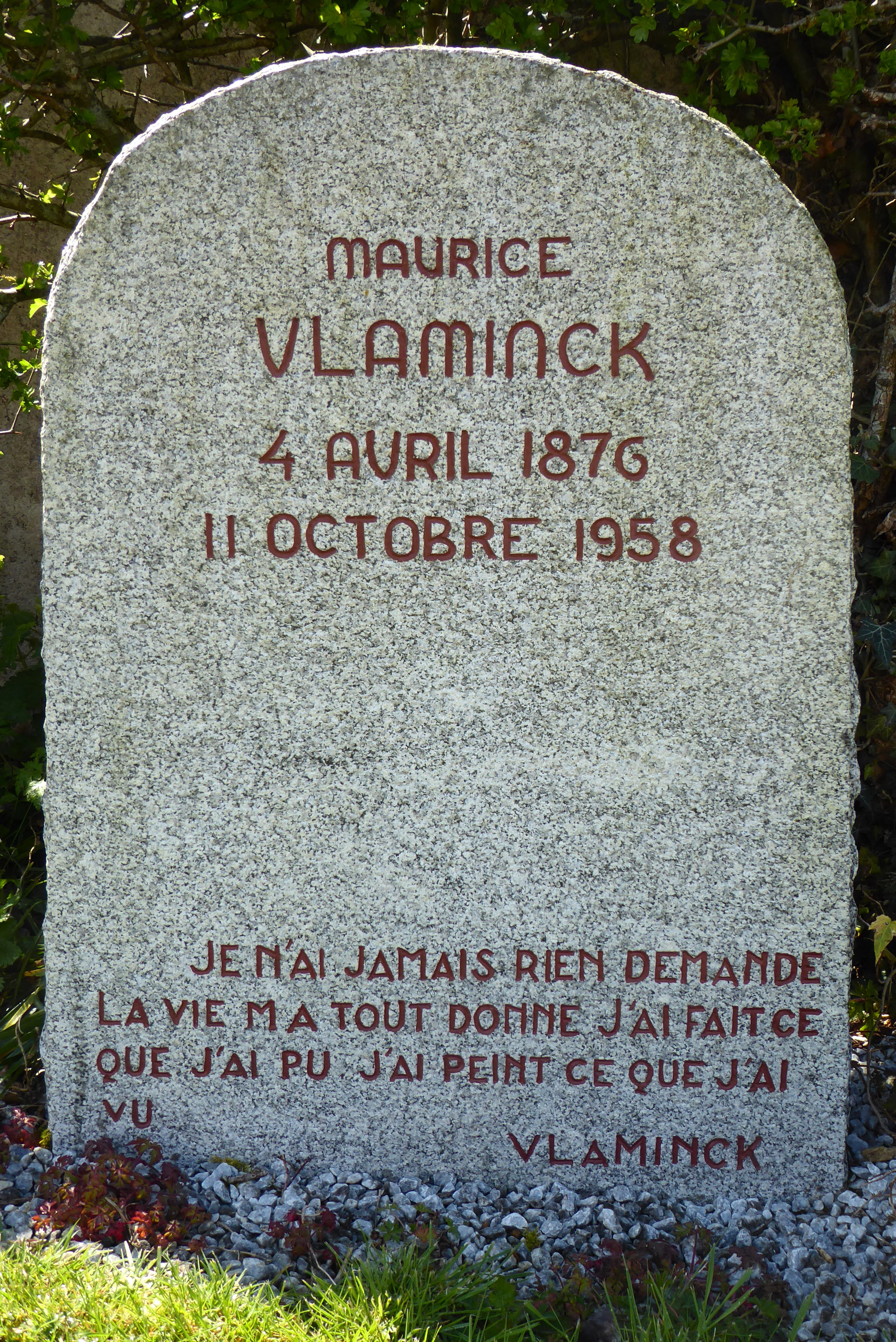
Pierre tombale de Maurice de Vlaminck.

- Maurice de Vlaminck (1876-1958), peintre, céramiste, graveur et écrivain français qui 'est illustré dans les courants fauviste et cubiste, habitait à la Tourilière ainsi que sa famille[47].

Il est enterré dans le cimetière communal. Sur sa tombe, simple pierre de granit, sont gravés ces mots : « Je n'ai jamais rien demandé, la vie m'a tout donné. J'ai fait ce que j'ai pu, j'ai peint ce que j'ai vu ».
Face à la mairie du village, un buste, représentant Maurice de Vlaminck, est réalisé en 1962 par un ami du peintre, le sculpteur Paul Belmondo.
- La princesse Véra Obolensky (1911-1944), grande figure de la Résistance pendant la Seconde Guerre mondiale. Lors d'une cérémonie organisée à Rueil en 1958, elle fut décorée de la Légion d'honneur et de la Croix de guerre à titre posthume. On trouve trace de cette cérémonie sur le monument aux morts du village (l'inscription est d’ailleurs erronée car Véra Obolensky fut décapitée et non fusillée par les nazis).
- Le dessinateur Marcel Mordekhaï Gotlieb dit Gotlib (1934-2016), alors âgé de 8 ans, se cacha avec sa sœur chez les fermiers Coudray pendant l'occupation nazie afin d'échapper aux rafles de juifs. Blanche Coudray née Baillon (1881-1995), nourrice, est reconnue à titre posthume en 2012 Juste parmi les nations[48], ainsi que Léontine Baillon née Moutes (1884-1962) et Paul Baillon (1900-1974), agriculteur[49].
- Magali (1898-1986), romancière, « la femme aux cent romans » ayant écrit sous plusieurs pseudonymes des romans sentimentaux. Médaillée de la Résistance et chevalier de la Légion d'honneur, sa sépulture est située dans le cimetière communal, à côté de celle de Maurice de Vlaminck.

## Pour approfondir